# Metropol, Novotroiițke
Metropol (în ucraineană Метрополь) este un sat în comuna Fedorivka din raionul Novotroiițke, regiunea Herson, Ucraina.

## Demografie
Componența lingvistică a localității Metropol
     Ucraineană (88,73%)
     Rusă (10,36%)
     Alte limbi (0,36%)
Conform recensământului din 2001, majoritatea populației localității Metropol era vorbitoare de ucraineană (88,73%), existând în minoritate și vorbitori de rusă (10,36%).